# 聖誕島區中學
聖誕島區中學（英語：Christmas Island District High School，简称CIDHS）是一所位於澳洲領地聖誕島的公立男女合校制日間學校，提供幼兒教育、小學及中學課程。截至2019年，該校約有235名學生，從幼兒園至十二年級皆有設班。該校由西澳州教育部負責營運。

## 概況
該校曾因清理格蕾塔海灘（Greta Beach）一段長達90 公尺（300 英尺）的綠蠵龜築巢區域而受到Landcare（澳洲護地行動組織）的表彰。該海灘因海流帶來大量漂浮垃圾，被認為是島上污染最嚴重的地區之一。由於該校持續參與清理與保育行動，學校於 2004 年獲選為西澳州護地教育獎（Landcare Education Award）決賽入圍者之一。
2007年3月5日，澳洲總督邁克爾·傑佛里曾到訪該校，並於全校集會上發表演說。

### 多語言教育
由於聖誕島在族群分布上有別於澳洲本土，聖誕島區中學特別為學生提供選修中文及馬來文的機會。